# A Pál utcai fiúk
A Pál utcai fiúk (bra: Esta Rua É Minha, ou Os Meninos da Rua Paulo, ou ainda Esta Rua É Nossa) é um filme húngaro-estadunidense de 1969, do gênero drama, dirigido por Zoltán Fábri e baseada no livro homônimo de Ferenc Molnár publicado em 1906.
Foi estrelado por atores infantis de língua inglesa, tal como Anthony Kemp no papel de Ernő Nemecsek, acompanhados por atores adultos de língua húngara,[carece de fontes?] como a atriz Mari Törőcsik, no papel da mãe de Nemecsek.

## Sinopse
A história se passa em Budapeste, no início do século 20, e retrata um grupo de garotos na pré-adolescência, os meninos da Rua Paulo, que ocupam um playground da vizinhança, seu “grund”, onde jogam pela, fazem reuniões e eleições. Um grupo rival, os “redshirts” (“camisas-vermelhas”), tenta invadir e ocupar seu playground, iniciando uma batalha entre os garotos.
Durante a batalha, ocorre um impasse, ao se acusar, erroneamente, um dos integrantes, Ernő Nemecsek, de traição. O desfecho trágico ocorre com a morte de Nemecsek, pelos efeitos de uma pneumonia. Após sua morte, os garotos são informados, por engenheiros, que naquele local será iniciada a construção de um edifício.

## Elenco
- Mari Töröcsik  .... Mãe de Nemecsek
- Sándor Pécsi  .... Rácz
- László Kozák  .... Janó
- Anthony Kemp  .... Ernö Nemecsek
- William Burleigh  .... Boka
- John Moulder-Brown  .... Geréb
- Robert Efford  .... Csónakos
- Mark Colleano  .... Csele
- Gary O'Brien  .... Weisz
- Martin Beaumount  ....  Kolnay
- Paul Bartleft  .... Barabás
- Earl Younger  .... Leszik
- György Vizi  .... Richter
- Julien Holdaway  .... Áts, Feri

## Prêmios e indicações
- Indicação para o Oscar de filme estrangeiro.[3]